# Печера Різдва

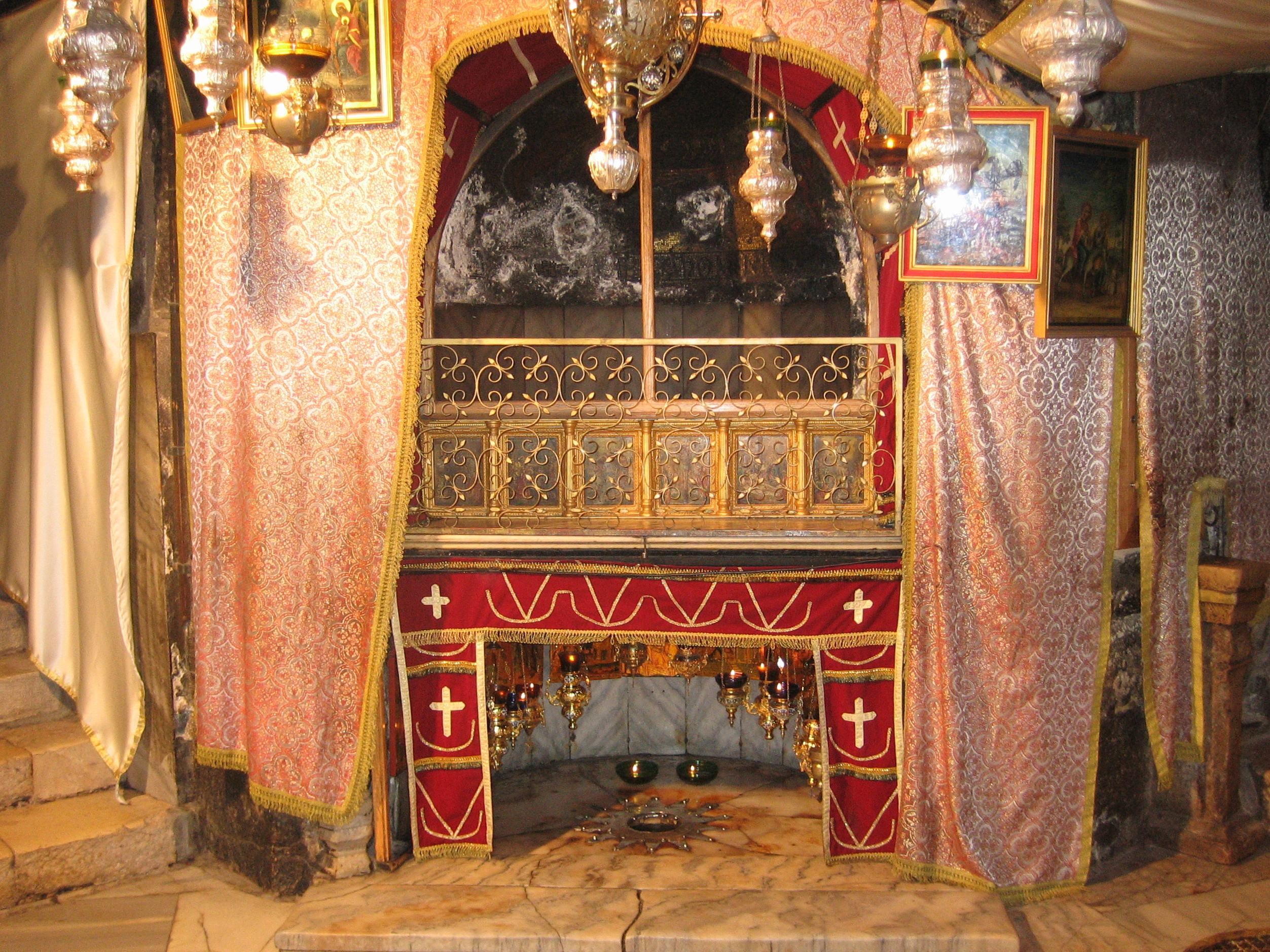
Святий Вертеп — місце народження Ісуса Христа у Храмі Різдва Христового в Вифлиємі.

Печера Різдва, Грот Різдва, Святий Вертеп — підземна печера, що знаходиться під Храмом Різдва Христового у Вифлеємі й яка позначає місце де народився Ісус Христос. Точне місце народження помічено в склепі під вівтарем 14-ти променевою срібною зіркою, що символізує Вифлеємську зірку.

## Грот Різдва
У Печеру Різдва, яка знаходиться нижче рівня підлоги Храму Різдва Христового, можна зійти по сходах часів Юстиніана І, розташованих по обидві сторони від вівтаря базиліки, а також із церкви святої Катерини. Печера має розміри 12,3×3,5 м і 3 м у висоту та орієнтована по лінії захід-схід. Місце Різдва знаходиться у її східній частині. Північними сходами опікуються католики, південними православні й вірмени. Зазвичай паломники спускаються південними сходами, а піднімаються північними. Ці входи отримали свій нинішній вигляд у XII столітті, коли бронзові двері V–VI століть були вмонтовані хрестоносцями в мармурові портали, а люнети над дверима прикрашені кам'яним різьбленням. Підлога печери і нижня частина стін оброблені світлим мармуром, решта покриті тканиною або шпалерами XIX століття, по стінах розвішані ікони. На закопченій стелі підвішені 32 лампади, із всього традиційних 53. Печера не має природного освітлення і освітлюється електрикою, лампадами та свічками.
У західній стіні печери є двері, що ведуть у північну частину системи гротів, розташованих під базилікою, у тому числі у грот, де жив святий Ієронім. Як правило ці двері зачинені. Срібна зірка з позолотою є точною копією зірки, викраденої у 1847 році й яка була виготовлена та встановлена у 1847 році за наказом султана Абдул-Меджида I і на його кошти. У центрі печери знаходиться вівтар, під яким знаходиться срібна зірка з 14 променями та написом латинською мовою: лат. Hic de virgine Maria Iesus Christus Natus est 1717 — «Тут Ісус Христос народився від Діви Марії» 1717. Поруч з вівтарем народження, зліва від входу знаходиться вівтар Ясел Христа.

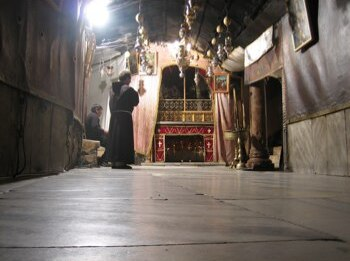
Загальний вигляд Печери Різдва
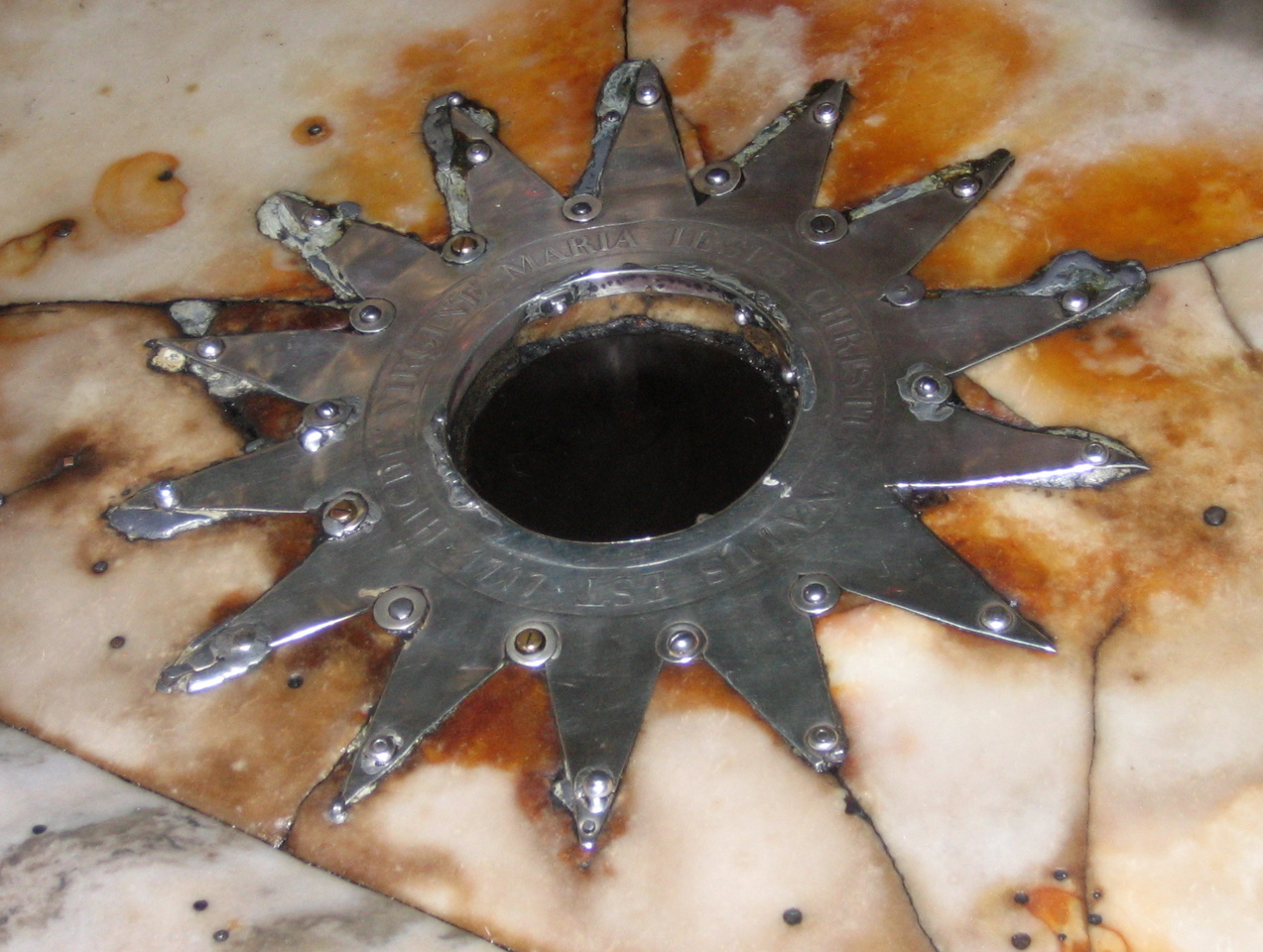
Срібна зірка
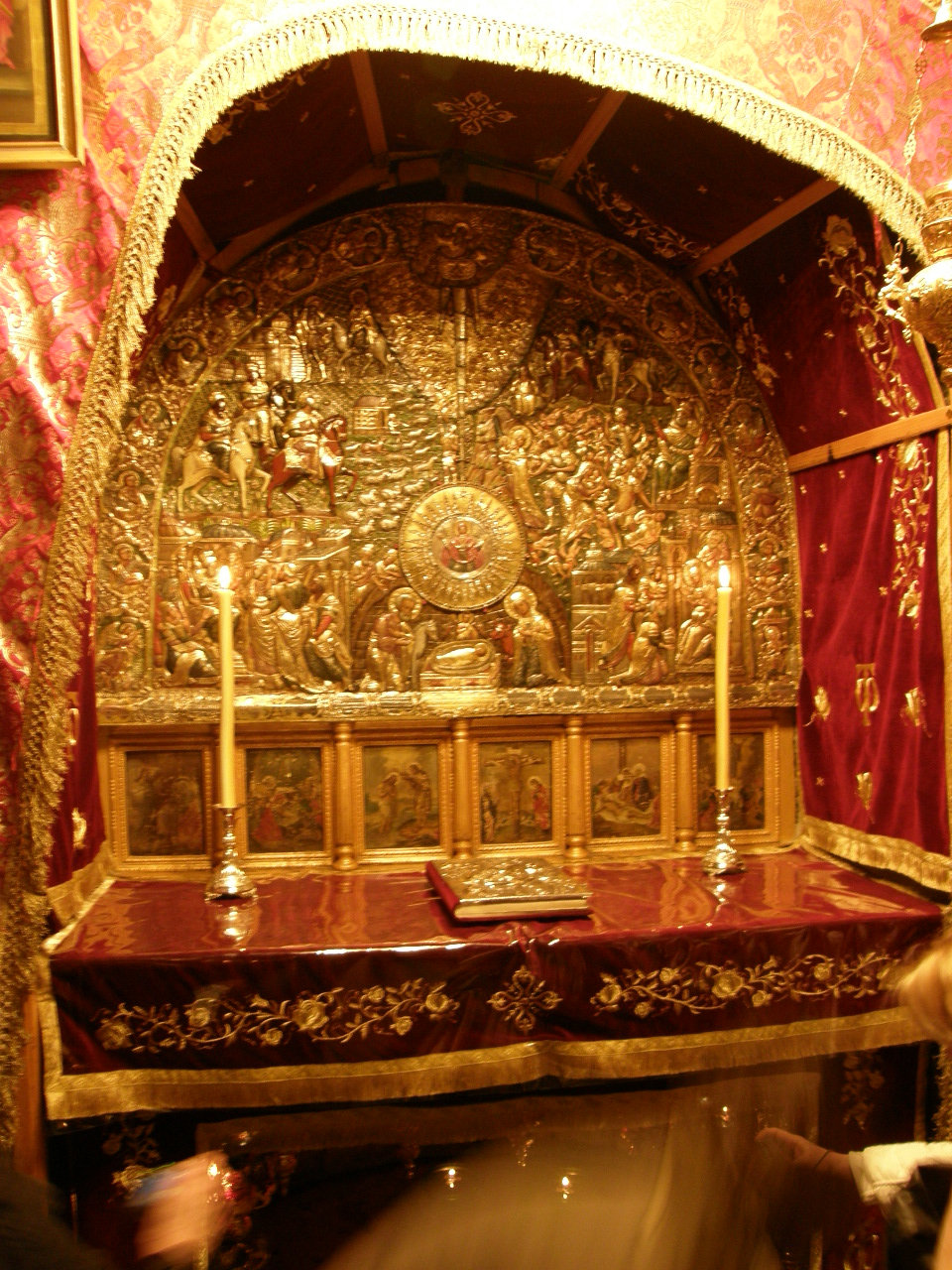
Вівтар
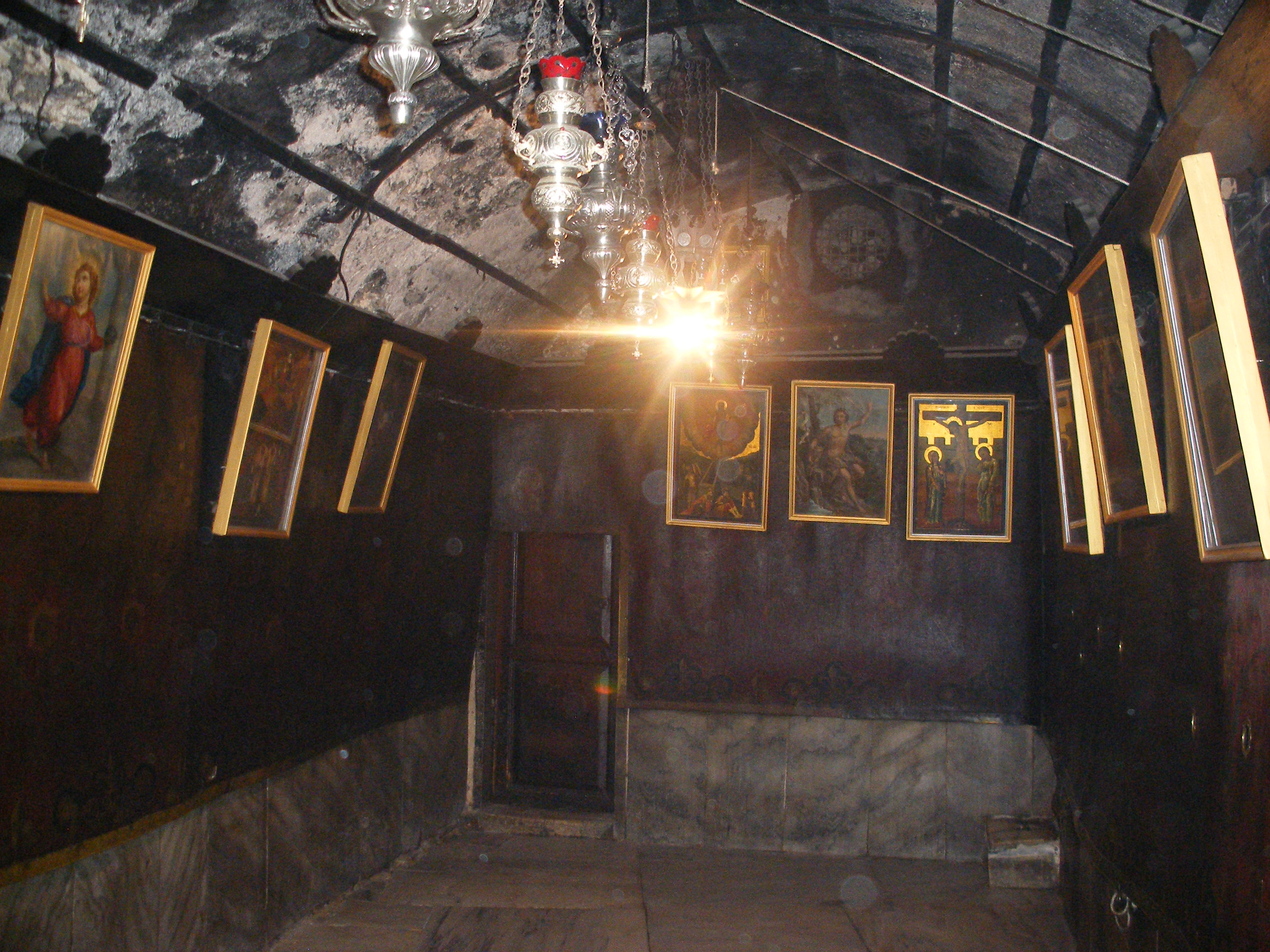
Тильна сторона

## Ясла Христові в печері Різдва
Це — частина печери, яка знаходиться у власності католицької церкви. Вона нагадує маленьку капличку розміром приблизно 2 × 2 м, або трохи більше, рівень підлоги в ньому на дві ступені нижче, ніж в основній частині печери. У цьому вівтарі, праворуч від входу, розташоване місце Ясел, де був покладений Христос після народження. Внутрішня частина Ясел була вивезена як велика святиня в Рим в церкву Санта-Марія-Маджоре, там вона відома під назвами лат. Sacra culla, Cunambulum чи Praesepe. Це було зроблено в середині VII століття, при папі Теодорі I, через кілька років після захоплення Святої землі мусульманами, для того щоб не допустити наруги над святинею. Та ж частина Ясел, що залишилася у Вифлеємі, була обкладена мармуром і зараз являє собою поглиблення в підлозі, влаштоване у вигляді колиски, над яким горить п'ять лампад. За цими лампадами, біля стіни, поставлений невеликий образ, який зображає поклоніння вифлеємських пастухів Немовляті. У давнину, за свідченням Ієроніма Стридонського, ясла були зроблені з глини, а потім їх виконали з золота та срібла. Середньовічні паломники прикладалися до ясел через три круглих отвори, що були зроблені в їх мармуровому обрамленні.

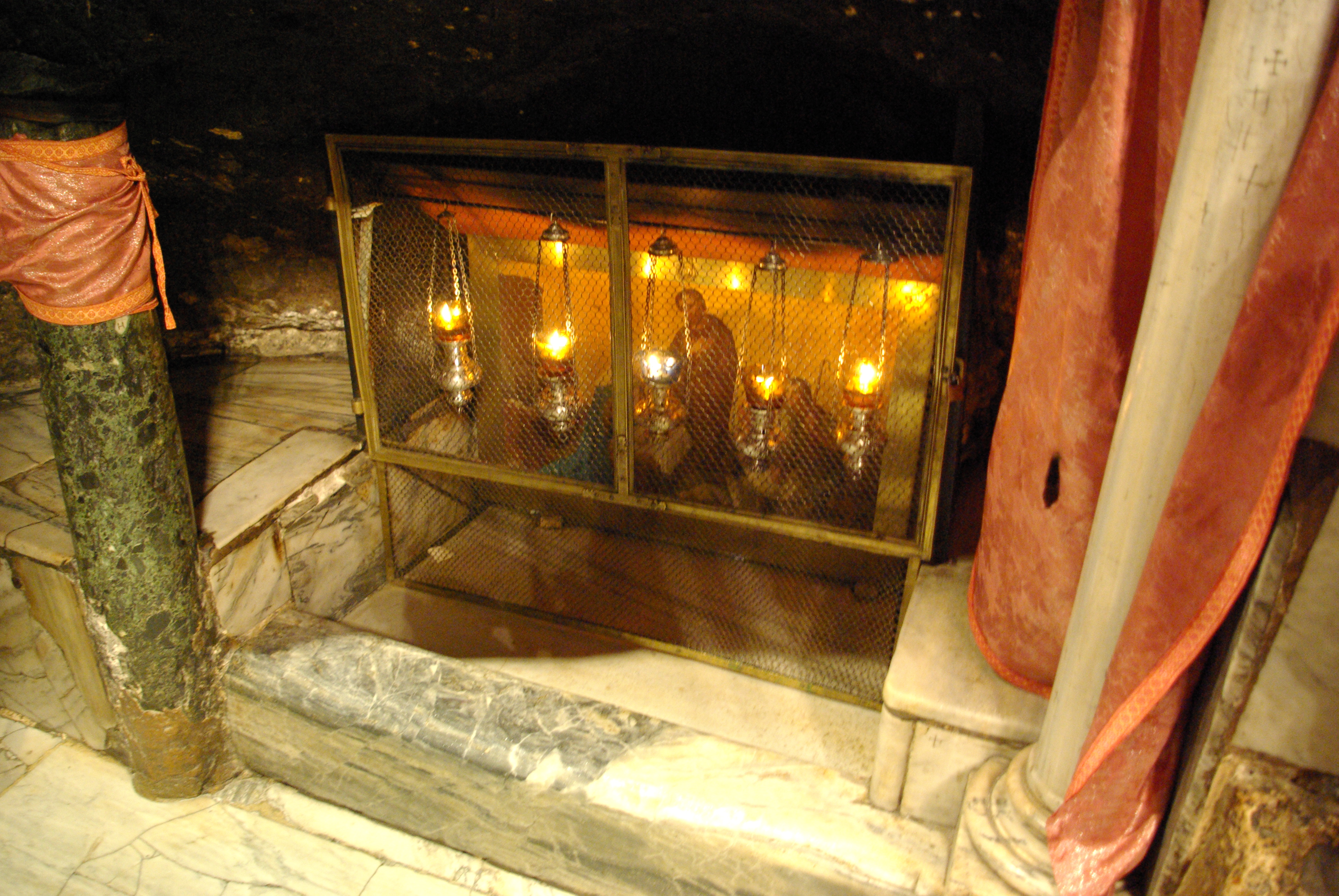
Ясла в Печера Різдва
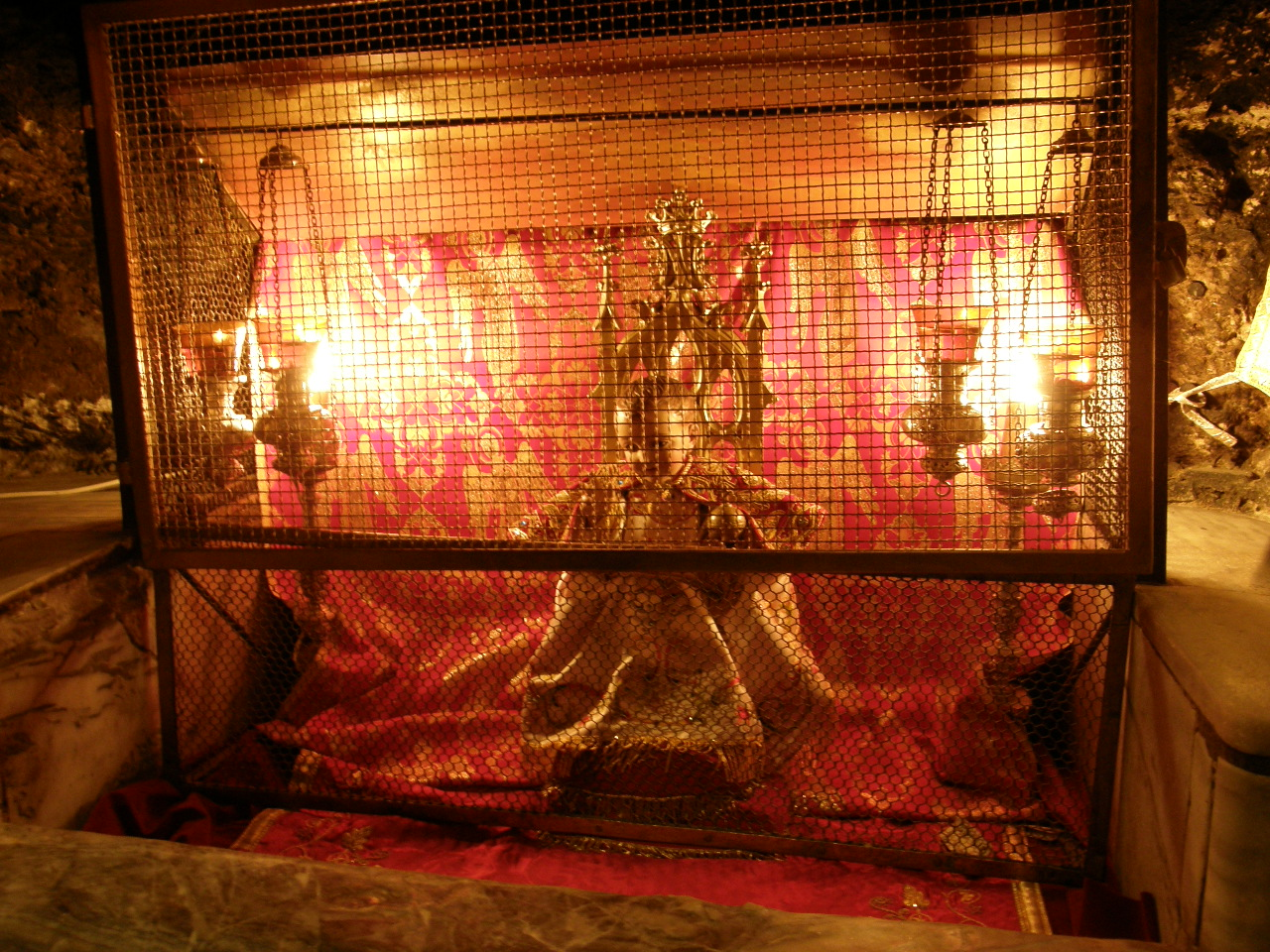
Христос на троні в Яслах Христових у різдвяні дні
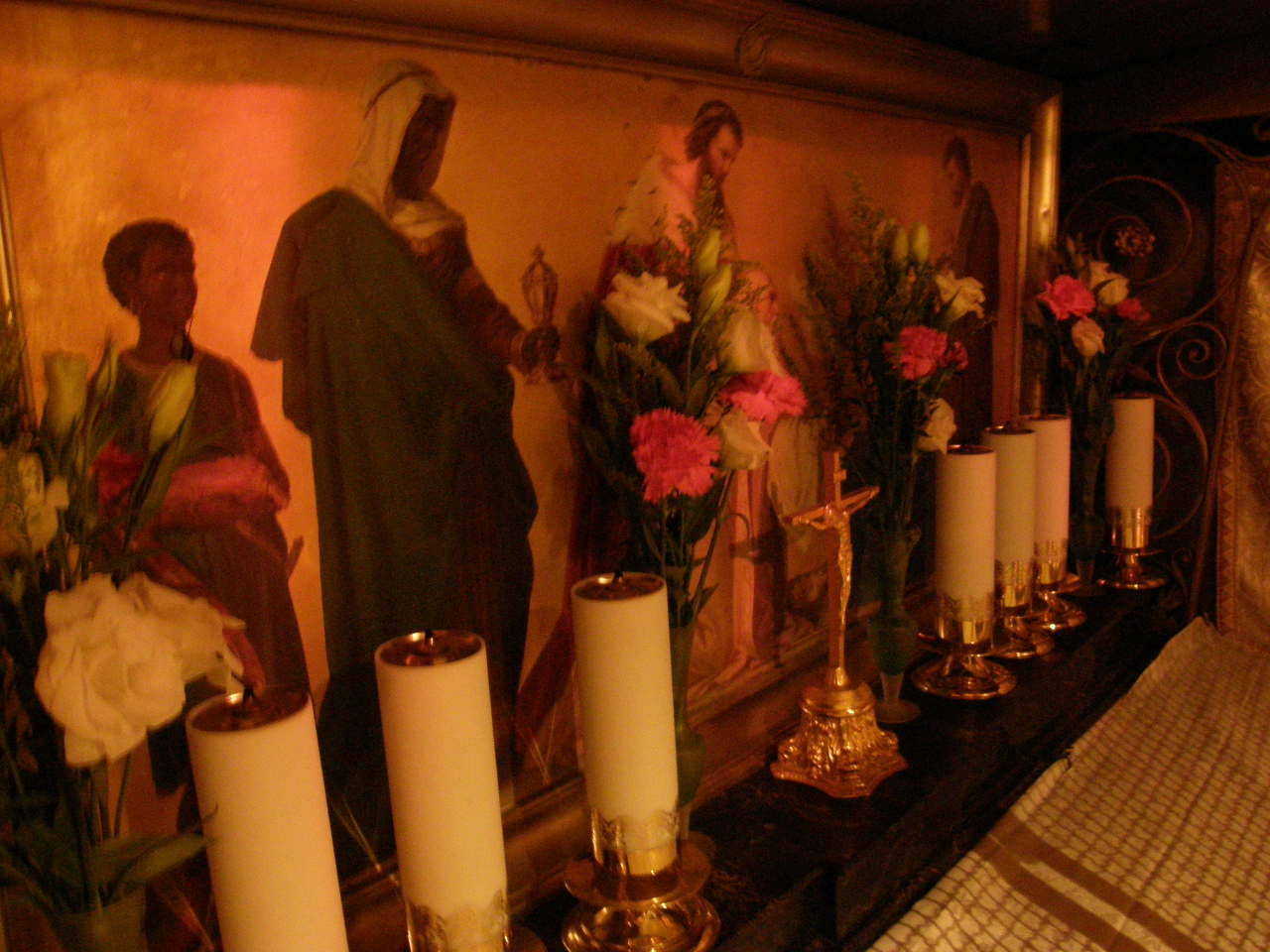
Престол Поклоніння царів у вівтарі
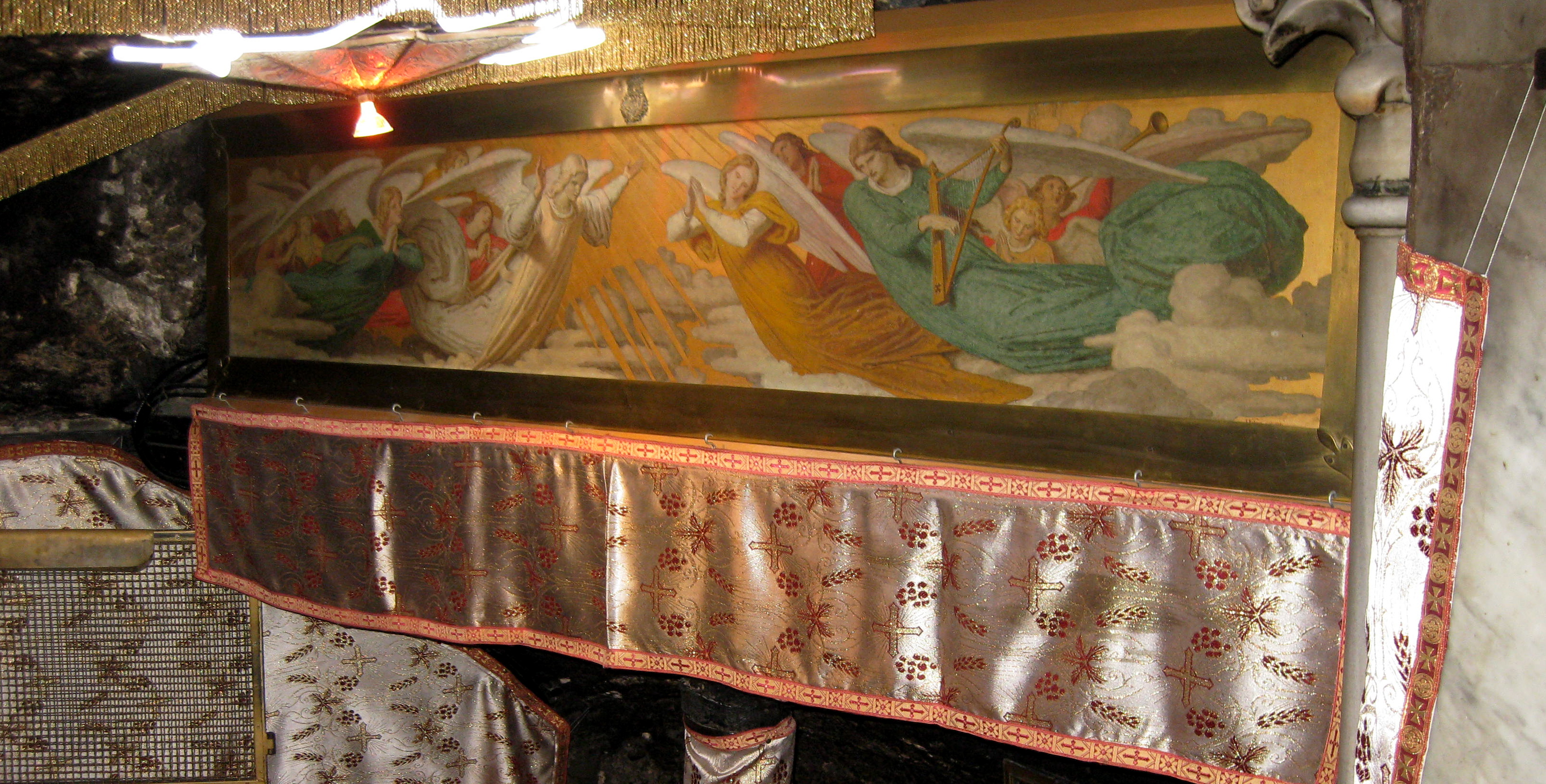
Ікона над Яслами
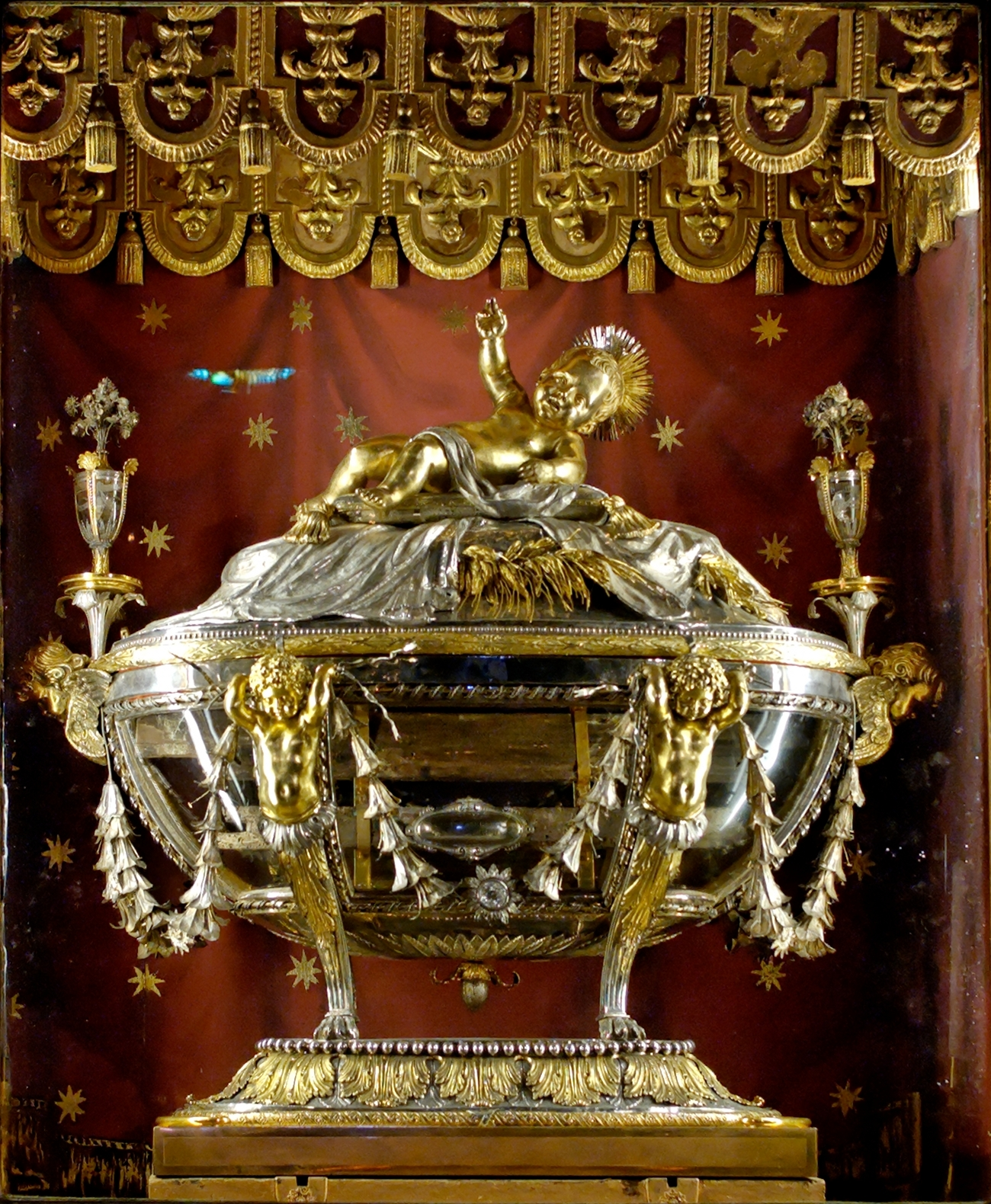
Ясла в Санта-Марія-Маджоре